# Alois Kuhn (Karikaturist)
Alois Kuhn (* 1940 in Krinsdorf im Landkreis Trautenau) ist ein deutscher Zeichner und Karikaturist.

## Leben
Kuhn begann schon früh mit dem Zeichnen. Die Familie kam ursprünglich aus Österreich. In der Zeit nach 1938 in Krinsdorf ansässig, wurde die Witwe mit ihren 3 Kindern, der Vater war im Zweiten Weltkrieg gefallen, aus der Tschechoslowakei nach Vacha in der damaligen DDR vertrieben, wo er den Beruf des Schlossers erlernte. Später studierte er in Schmalkalden Maschinenbau.
Da er seiner inneren Berufung als Zeichner nur marginal nach Arbeitsende nachgehen konnte, entschied er sich im Juli 1976 gegen jede finanzielle und staatlich integrierte Sicherheit, seine Arbeit im VEB Kombinat Robotron Erfurt aufzugeben und arbeitete fortan als freiberuflicher Karikaturist.
Seine leichteren Zeichnungen fanden schnell den Weg in verschiedene Zeitungen und Zeitschriften der DDR. Er skizzierte sowohl die Wehwehchen seiner Mitmenschen, als auch die großen philosophischen Fragen jener Zeit.

### Haft in der DDR
Ihm widerfuhr ein ähnliches Schicksal wie dem berühmten Karikaturisten Honoré Daumier, der 1832 für seine kritischen Zeichnungen in Haft genommen wurde.
Im Juli 1979 wurde Alois Kuhn wegen staatsfeindlicher Hetze nach jahrelanger Observation (seit 1975) aufgrund seiner politischen Karikaturen in seinem Atelier in der Leipziger Straße 44 festgenommen und nach ca. dreimonatiger Untersuchungshaft schließlich zu 18 Monaten Haft verurteilt. In einer Beschreibung seitens der Staatssicherheit in Bezug auf eine seiner 'staatsfeindlichen' Karikaturen heißt es:
…Ein anderes Bild zeigte eine Großmutter, die einem Kind ein Märchen vorlas. Auf diesem Märchenbuch stand – "Märchen 79" – und als Text stand darunter – "Es war einmal, da konnte man wandern in alle Himmelsrichtungen, so weit man wollte"…
Im März 1980 kaufte ihn die Bundesregierung über die Vermittlung von Wolfgang Vogel aus dem Gefängnis der DDR frei. Über den Häftlingsfreikauf wurde er direkt aus der Haftanstalt mit dem Bus über die Grenze gebracht.
In den Jahren danach lebte er im Westen der geteilten Stadt Berlin.

### Arbeit in der Bundesrepublik Deutschland
Seine Karikaturen wurden in großen namhaften Zeitschriften abgedruckt (z. B.: Die Welt, Spiegel, FAZ). In verschiedenen Beiträgen im Fernsehen diskutierte Deutschland die Menschenrechtsverletzungen im Staat nebenan unter anderem am Beispiel von Kuhns Erfahrungen.
Im Rahmen politischer Bildung war er als Referent bundesweit bis 1992 beispielsweise für das Haus der Zukunft, die Konrad-Adenauer-Stiftung, Paneuropa-Union und das Gesamtdeutsche Institut tätig.
Zahlreiche Ausstellungen wurden in verschiedenen größeren Städten ausgerichtet z. B.: vom Brüsewitz-Zentrum, der Villa Streccius oder Siemens.
Bis heute zeichnet, skizziert und beschreibt Alois Kuhn seine Karikaturen und lebt heute zurückgezogen im Frankenwald.

## Bücher
- Berliner Herz mit Schnauze. Alois Kuhn. Berlin 1981
- Die Freiheit hat schon begonnen / Freedom Has Already Begun. Alois Kuhn. Berlin 1984. Verlag Haus am Checkpoint Charlie
- Der staatsgefährdende Bleistift. Alois Kuhn. Berlin 1986. Oberbaum Verlag
- Mauerbuch – 20 Jahre Mauerfall – Karikaturen von Alois Kuhn. Stammbach 2009. Christine Faust Verlag
- Karikaturen bei Kuhn, 1981, Verlag Haus am Checkpoint Charly

### Mitarbeit an Büchern
- Als Neuenburg und Valangin noch bei Preußen waren vor 300 Jahren. Olaf Kappelt. Berlin 2008. Historica-Verlag
- Spaziergang mit Friedrich dem Großen. Olaf Kappelt, 2008. Berlin. Historica-Verlag
- A schlechds Ofanga. Mundartgeschichten von Richard Seuß. Mit Karikaturen von Alois Kuhn. Stammbach 2012. Christine Faust Verlag